# Kálmán Tellyesniczky

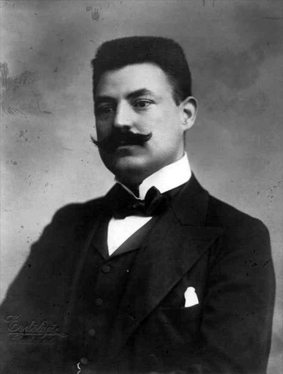
Kálmán Tellyesniczky

Kálmán von Tellyesniczky, Koloman Tellyesniczky (ur. 25 marca 1868 w Élesd, zm. 10 lutego 1932 w Budapeszcie) – węgierski anatom i histolog, profesor anatomii na Uniwersytecie w Budapeszcie.

## Życiorys
Studiował na Uniwersytecie w Budapeszcie, w 1893 roku został doktorem medycyny. Pracował w Instytucie Anatomicznym. W 1899 roku habilitował się, od 1906 roku profesor nadzwyczajny. Od 1911 do 1930 roku profesor zwyczajny i dyrektor II. Instytutu Anatomicznego w Budapeszcie. Zmarł w 1932 roku śmiercią samobójczą. Został pochowany na cmentarzu Kerepesi.

## Wybrane prace
- Über den Bau des Eidechsenhodens, 1897
- Művészeti boncolástan. Budapest, 1900
- Zur Kritik Der Kernstrukturen, 1902
- Die Entstehung der Chromosomen. Evolution oder Epigenese? Berlin, 1907
- Die Entstehung der Chromosomen. Berlin-Bécs-Budapest, 1919
- Az emberboncolás tankönyve. Budapest, 1919.